# カナビス・カップ
カナビス・カップ（The Cannabis Cup、カンナビス・カップとも）は、毎年アムステルダムで行われる大麻フェスティバルで、アメリカの雑誌「ハイ・タイムズ」の編集者スティーブン・ヘイガーによって1987年から始められた。
スティーブンはカナビス（大麻）種子を扱う会社の設立者であるニーヴィルへのインタビューを行う目的でオランダを訪れた際に、このフェスティバル構想を思いついたという。当時ニーヴィルは、自宅マンションを大々的な大麻の栽培室としており、俗に「大麻城（The Cannabis Castle)」と呼ばれていた。
一定量のマリファナの個人所持が刑罰の対象外となっているオランダは、大麻関連のイベントが多い地として、特に大麻愛好者・関連事業者たちの間では有名である。

## 概要
参加者たちは、バラエティーに富む世界中の大麻に出会うことができる。
審査員団は、フェスティバルにおけるベスト・マリファナ、ベスト・プロダクト（パイプやボングなどマリファナ関連製品）などを審査し、それらを出展した会社・ブースを表彰する。
多くのマリファナはアムステルダムや近郊のコーヒーショップから出展される。毎回、新種や個性的な品種が出品される傾向があり、参加者・審査員たちを驚かせている。なお出品されるマリファナはTHCの含有量が非常に高いものも少なくない為、実際に吸って審査しなければならない審査員たちにはある程度のTHC耐性が求められる。
またこのイベントは、大麻解禁を求める活動家や団体・会社などから広くスポンサードされる。
2006年の第19回カナビス・カップは、感謝祭週間に合わせて11月19日から23日に開催された。

## 審査員
審査員になることは、ある種の名誉でもあるようだ。審査員は、コメントを述べる者・審査決定権を持つ者として、一般参加者より高額の入場料を支払わなければならない。彼らには特別室が用意されるが、これは審査対象のマリファナ以外を「追加吸引」するのを防ぐ為でもある。
公平さのため、吸引以外の様々な観点からも併せてマリファナの質を審査する。

## 歴代入賞種（1位のみ）
- 第1回(1987年)カナビス・カップ入賞種 - 名称:「Skunk」（出品者：Cultivators' Choice）
- 第2回(1988年)カナビス・カップ - 名称：「Early Pearl」、「Skunk x Northern Lights」、「Haze」(出品者：The Seed Bank)
- 第3回 - 名称：「Northern Lights」 (from the Seed Bank)
- 4　 「Skunk」 （from Free City ）
- 5   Haze/Skunk #1 from Homegrown Fantasy
- 6   Northern Lights #5 x Haze from the Sensi Seed Bank
- 7   Jack Herer from the Sensi Seed Bank
- 8   White Widow from the Greenhouse
- 9   White Russian from de Dampkring
- 10  Shantaggy from Izak's seeds
- 11  Peacemaker from de Dampkring
- 12  Silver Haze from the Sensi Seed Bank
- 13  Super Silver Haze from the Greenhouse
- 14  Blueberry from the Noon
- 15  Sweet Tooth from Barney's Breakfast Bar
- 16  Morning Glory from Barney's Farm
- 17  Hawaiian Snow from the Greenhouse
- 第18回(2005) - 名称：「Amnesia Haze」（出品者：Barney's Breakfast Bar）

参照 http://www.cannabiscup.com/ht/cancup/content.php?bid=31&aid=9

## 第18回カナビス・カップ(2005)入賞：カテゴリー別
- カナビス・カップ（全般）
  - 1位: Barney's Breakfast Bar for 'Willie Nelson'
  - 2位: The Greenhouse for 'Arjan's Ultra Haze'
  - 3位: Coffeeshop Dampkring for 'Silver Haze'
- インディカ種部門
  - 1: Soma Seeds for 'Lavender'
  - 2: DNA Genetics for 'L.A. Confidential'
  - 3: Paradise Seeds for 'Sensi Star'
- サティバ種部門
  - 1: DNA Genetics for 'Martian Mean Green'
  - 2: Paradise Seeds for 'Nebula'
  - 3: THSeeds for 'Kushage'
- 輸入ハッシュ部門
  - 1: Barney's Breakfast Bar for 'Caramella Cream'
  - 2: Coffeeshop Dampkring for 'Rifman Malika'
  - 3: The Greenhouse for 'King Hassan'
- オランダ産ハッシュ部門
  - 1: Coffeeshop Dampkring for 'WaterWorks'
  - 2: Barney's Breakfast Bar for 'Kadni Bubble'
  - 3: The Greenhouse for 'Arjan's Ultra Haze #2'
- 関連製品部門
  - 1: Wicked Roots for 'VapeZilla'
  - 2: Polinator Company for 'Bubbelator'
  - 3: Coffeeshop Dampkring for 'Mini Matches'
- ガラス製品部門
  - 1: Green Devil for 'Triple Percolator'
  - 2: DNA BY ARIC for 'D-Line'
  - 3: ROOR for 'Opal Smooth'

## 第19回カナビス・カップ (2006) 入賞；カテゴリー別
- カナビス・カップ（全般）
  - 1位: BIG BOOTY WEED Ultra Haze#1/Green House
  - 2位: G13 Haze/Barney's
  - 3位: Martian Mean Green/Grey Area
- Sativa（サティバ種）
  - 1: Mako Haze/Kiwi Seeds
  - 2: Opium/Paradise Seeds
  - 3: Blue Cheese/Big Buddha Seeds
- Indica（インディカ種）
  - 1: Big Buddha Cheese/Big Buddha Seeds
  - 2: Fruity Thai/Ceres Seeds
  - 3: Night Shade/Barney's
- ハッシュ
  - 1: Carmello Cream/Barney's
  - 2: Carmello Royale/Green House
  - 3: Rifman's Noor/De Dampkring
- オランダ産ハッシュ
  - 1: Barney Rubble/Barney's
  - 2: Water Works/De Dampkring
  - 3: Master Kush Isolater/Green House
- 関連製品
  - 1: Super Vapezilla/Wicked Roots
  - 2: Portable Vortex Gravity Bong/Gravity Vortex
  - 3: Aleda Papers/Aleda
- 展覧
  - 1: Barney's Farm
  - 2: Green House
  - 3: Wicked Roots